# Apache OpenOffice
Apache OpenOffice，又稱OpenOffice、AOO，是OpenOffice.org的後續版本之一，並在設計上繼承IBM Lotus Symphony。Apache OpenOffice是一套開放源代碼的辦公室軟體，可以在多種操作系统上運作,它包含一个文字编辑程序（Writer），一个电子表格程序（Calc），一个演示文稿程序（Impress），一个绘图程序（Draw），一个公式编辑器（Math）和一个数据库程序（Base）。預設的文件交換格式是為ISO標準的開放文件格式（ODF，OpenDocument Format）。2016年9月，Apache OpenOffice專案指出，因缺乏足夠的人力維護，考慮關閉OpenOffice專案。

## 歷史
2010年1月，Oracle宣佈併購Sun之後，OpenOffice.org面臨根本上的動搖。2010年9月28日，有一些原本參與OpenOffice.org專案的成員成立一個叫做The Document Foundation（簡稱TDF，下同）的新團隊，建立基於OpenOffice.org 3.3的分支版本－LibreOffice 3.3。而在2010年10月14日，Oracle要求同時具有TDF成員身份的OpenOffice.org開發者離職，理由是TDF和Oracle有利益衝突。
2011年4月15日，Oracle證實將“把OpenOffice.org完全社群化”成為一個完全由社群維護、管理的軟體，並且停售包含技術支援的商業版本，此舉視同Oracle放棄了OpenOffice.org的發展。
2011年6月，Oracle宣布将OpenOffice.org捐赠给Apache軟體基金会，未来OpenOffice.org的发展将由Apache軟體基金会主导。
該專案於2011年7月13日被Apache Incubator接收，Oracle源碼於2011年8月29日被匯入，2012年5月8日發佈Apache OpenOffice 3.4版，而且Apache OpenOffice於2012年10月18日成為Apache頂級專案。
IBM於2012年捐贈Lotus Symphony源碼給Apache軟體基金會，Symphony被停止開發以支援Apache OpenOffice。多數特性包括bug修正及重做的側邊欄被並入其中。來自Symphony的IAccessible2螢幕閲讀支援加入到AOO 4.1（2014年4月），即使其最先在開源軟體釋出版本中出現是作為2014年1月的LibreOffice 4.2的一部分。IBM隨著AOO 4.1.1的釋出而退出了官方的參與。
2016年9月，時任Apache OpenOffice專案副總裁Dennis Hamilton因缺乏足夠的人力維護，向專案成員發出電子郵件提議關閉OpenOffice專案。

## 概覽
Apache OpenOffice集合了密切協同工作的不同程序，來提供一個現代辦公套件需要的功能。其中很多在設計上仿照Microsoft Office，但兩者多數格式（如數學公式）並不兼容。組件主要包括：

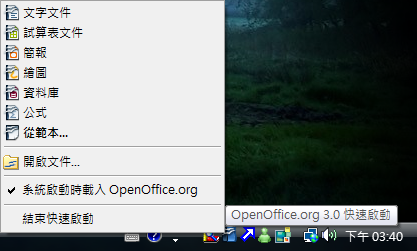
OpenOffice.org 3.0快速啟動

| 組件 | 組件                 | 説明 |
| ---- | -------------------- | --- |
|      | Writer（文書處理器） | 一個看起來以及用起來都很像Microsoft Word的文字處理器，以提供與其大致相同的功能與工具。它不需額外軟件就匯出PDF文件，也可作為HTML編輯器創建網頁。在3.0版本中新增文件多頁顯示功能，讓同一畫面內顯示多頁文件。还可以导出成MediaWiki格式（目前支持大部分MediaWiki语法）。 |
|      | Calc（試算表）       | 一個電子表格。公式和操作方式跟Microsoft Excel大致相同，儘管Calc也提供Excel中沒有的一些功能，Calc也同樣可以將試算表匯出PDF文件。 |
|      | Impress（簡報）      | 一個跟Microsoft PowerPoint近似的演示稿程序。除了準備簡報的通常功能，也可以將簡報轉變成Macromedia Flash（SWF）文件。不過，Impress運行較慢，動畫也不太流暢，儘管添加了很多類似iWork的效果。                                                                            |
|      | Draw（繪圖）         | 一個跟CorelDRAW功能類似的繪圖程序。它有靈活的connectors連結各種形狀，以便製作流程圖。 |
|      | Base（資料庫）       | 一個跟Microsoft Access類似的數據庫程序。Base允許創建並操作資料庫，並建造方便用戶讀取數據的表單及報告。和Access一樣，Base也是一種能夠和許多種不同的資料庫系統連結的介面程式，例如Access資料庫（JET），支援ODBC的資料庫來源以及MySQL／PostgreSQL。                     |
|      | Math（數學方程）     | 一個能夠產生及編輯複雜數學公式的工具，除了可以利用它的圖形介面作輸入以外，亦支援TeX的數式輸入。它所產生的函式可以插入其他的OpenOffice.org文件，例如Writer所產生的文件，並可以支援與微軟的方程式編輯器的轉換。它支援多種字型而且可以匯出成為一個PDF文件。             |

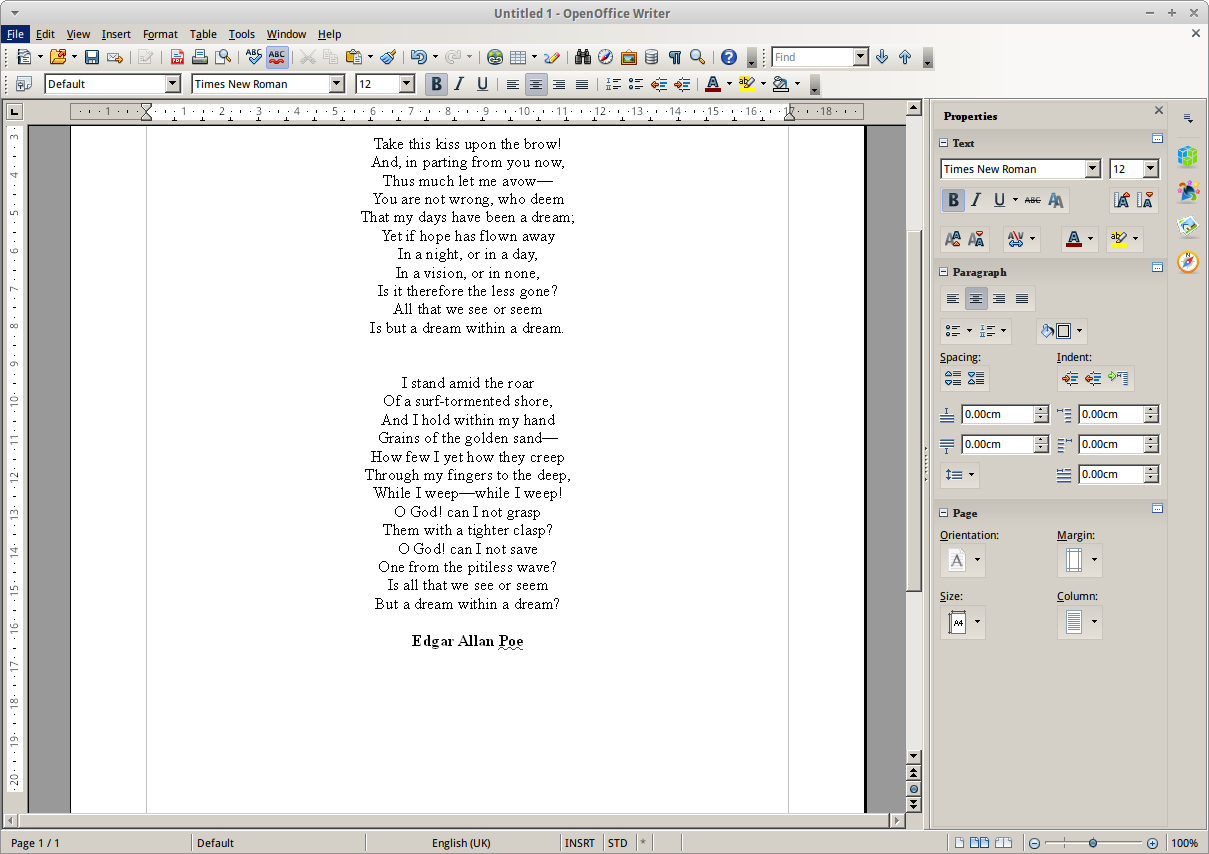
Apache OpenOffice 4.0 Writer
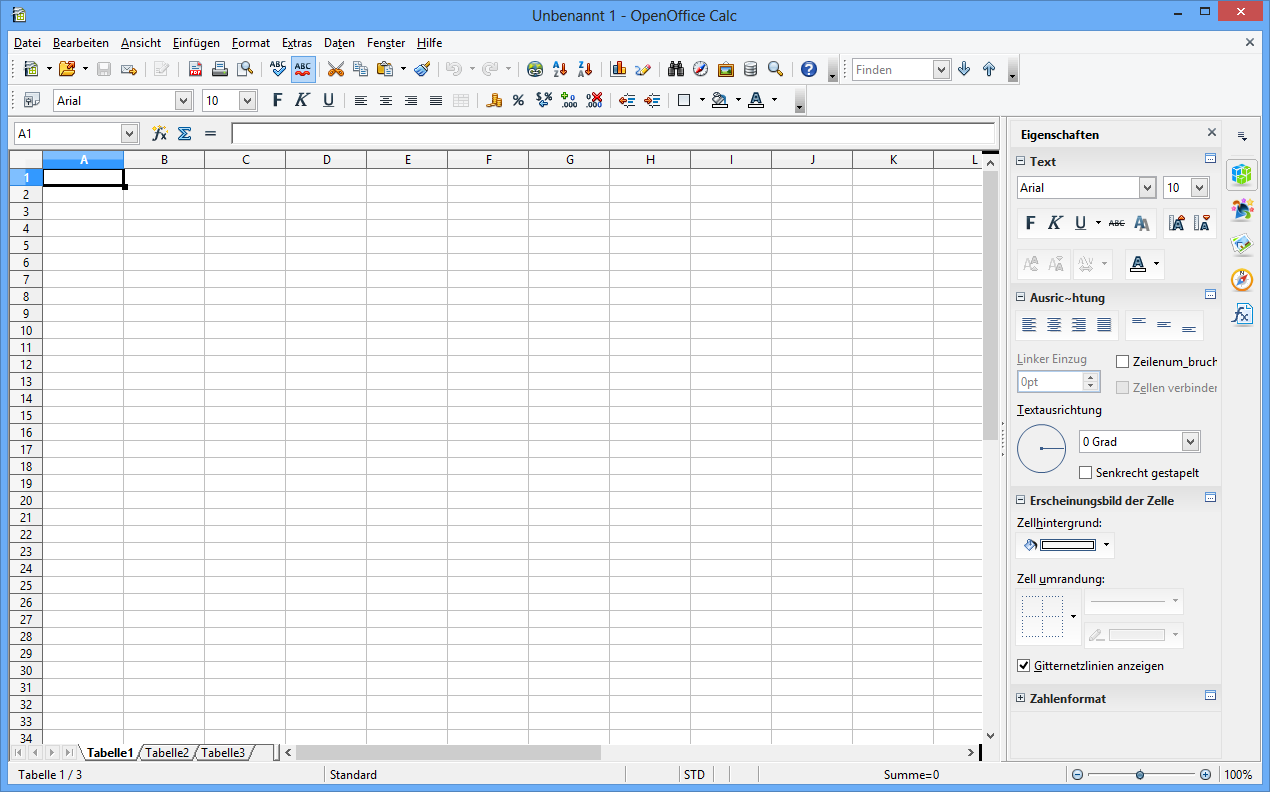
Apache OpenOffice 4.0 Calc
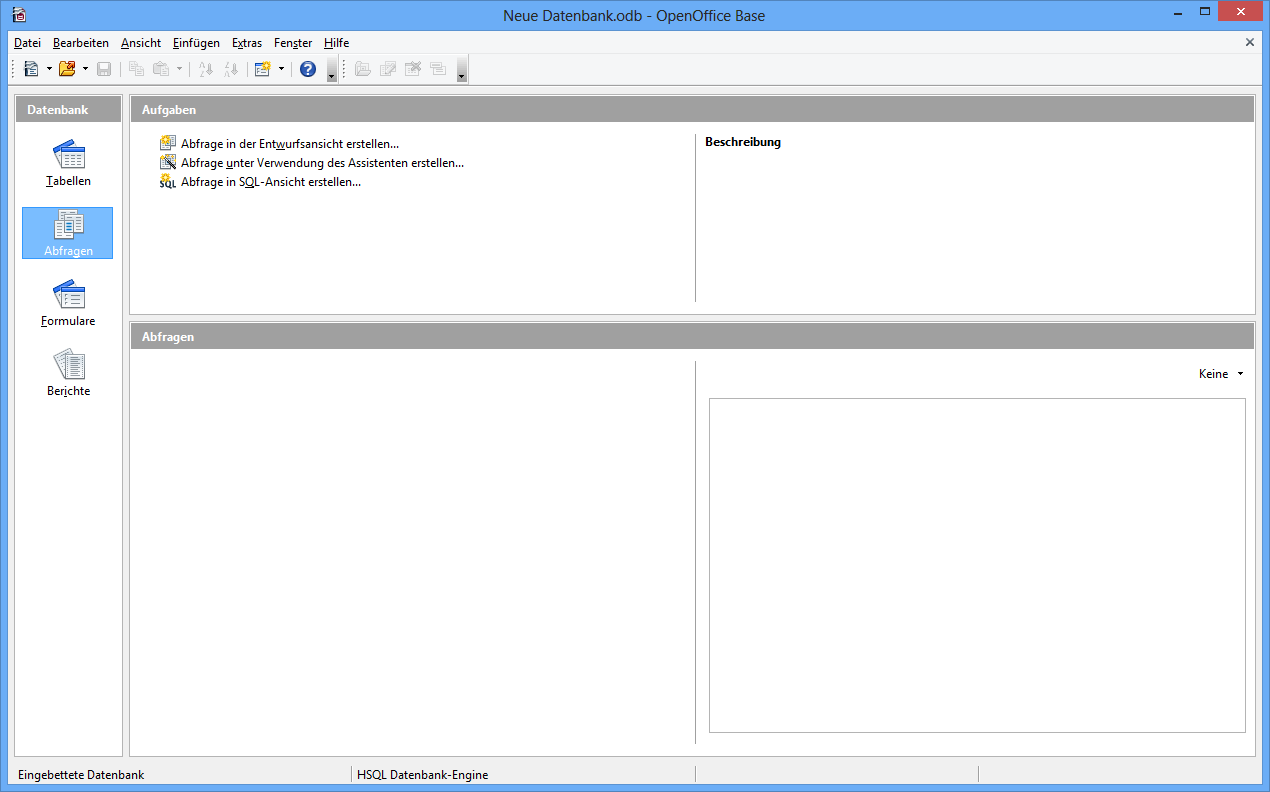
Apache OpenOffice 4.0 Base

其他
快速啟動一個會在電腦開機時執行的小程式。該程式會將OpenOffice.org執行所需要的核心檔案和函式庫載入記憶體中，以便讓其他組件能更快速的被啟動。OpenOffice.org 1.0版最為人詬病的一個缺點就是程式啟動花費時間過長，而這個小程式就是希望能改善這個問題。2.0版在這個部分作很多改善，而此後版本亦在此方面不斷提升。
巨集錄製器可用來記錄使用者的操作並且可重複播放以自動化地完成一些重複性的工作。這個工具從最早期就是套件中的一員，它是從StarOffice的BASIC衍生出來的。

### 發佈紀錄
發佈日期及版本編號以英文版為準，詳情可參考http://wiki.services.openoffice.org/wiki/Product_Release（页面存档备份，存于） 。
| 版本   | 重要改進 | 發佈日期       | 附註                          |
| ------ | --- | -------------- | ----------------------------- |
| 3.4    | - 改善ODF 1.2加密功能 - 原生支援SVG - 修正計算中文字數問題 - 詳情可參考（页面存档备份，存于） | 2012年5月8日   | Apache OpenOffice的第一個版本 |
| 3.4.1  | - 修正數個漏洞。 - 詳情可參考（页面存档备份，存于） | 2012年8月23日  |                               |
| 4.0.0  | - 全新侧边栏 - 互操作性的改进 - 绘图对象的改进/完善 - 剪贴画库主题更新和库的改进 - 完善选择控点用户界面 - 计算和图表的改进/增强 - 扩展程序改进/增强 - 性能提高/增强 - 详情可参考（页面存档备份，存于） | 2013年7月23日  |                               |
| 4.0.1  | - 錯誤修復 - 9個新語言版本 - 详情可参考（页面存档备份，存于） | 2013年10月1日  |                               |
| 4.1.0  | - 详情可参考（页面存档备份，存于） | 2014年4月29日  |                               |
| 4.1.1  | - 详情可参考（页面存档备份，存于） | 2014年8月21日  |                               |
| 4.1.2  | - 錯誤修復 - 修正四個安全漏洞 - 不再支持.hwp格式 - 详情可参考（页面存档备份，存于） | 2015年10月28日 |                               |
| 4.1.3  | - 修正錯誤及安全漏洞 - 改進了部份語言字典 - 详情可参考（页面存档备份，存于） | 2016年10月12日 |                               |
| 4.1.4  | - 修正錯誤及安全漏洞 - 改進了部份語言字典 - 详情可参考（页面存档备份，存于） | 2017年10月19日 |                               |
| 4.1.5  | - 修正錯誤 - 改進了英語詞典 - 详情可参考（页面存档备份，存于） | 2017年12月30日 |                               |
| 4.1.6  | - 修正錯誤 - 安全更新 - 更新圖示 - 详情可参考 （页面存档备份，存于） | 2018年11月18日 |                               |
| 4.1.7  | - 修正錯誤 - 改進了英語詞典 - 支援AdoptOpenJDK - 详情可参考 （页面存档备份，存于） | 2019年9月21日  |                               |
| 4.1.8  | - 修正錯誤 - 改進了英語詞典 - 详情可参考 （页面存档备份，存于） | 2020年11月10日 |                               |
| 4.1.9  | - 修正錯誤 - 改進了部份語言字典 - 详情可参考 （页面存档备份，存于） | 2021年2月7日   |                               |
| 4.1.10 | - 修正錯誤 - 改進了部份語言字典 - 详情可参考 （页面存档备份，存于） | 2021年5月4日   |                               |
| 4.1.11 | - 详情可参考 （页面存档备份，存于） | 2021年10月6日  |                               |

### 派生版本
LibreOffice
LibreOffice在開發過程中接受部分來自Apache OpenOffice的改進。
NeoOffice
NeoOffice在開發過程中接受部分來自Apache OpenOffice的改進，即使現時版本基於LibreOffice。

## 支援的作業系統
Apache OpenOffice 4.1.0支援x86版本的Microsoft Windows XP及更新版本、Linux（32位元和64位元）、Mac OS X 10.7或者更新版本。
其他作業系統通過社群的移植得到支援；3.4.1版本的完整移植包含了其他多個Linux平臺、FreeBSD、OS/2和Solaris SPARC，還有3.4.0版的移植适用於Mac OS X v10.4–v10.5 PowerPC以及Solaris x86。此外還被移植於eComStation（OS/2新的商標/後續版本）。

## 开发
Apache OpenOffice的API基于被称为通用网络对象（Universal Network Objects，缩写为UNO）的组件技术。其包括各种类似于CORBA接口描述语言（interface description language）的接口定义。
Apache OpenOffice使用OpenDocument作爲預設文件檔案格式。Apache OpenOffice對Microsoft Office檔案格式有所改進，但只能讀，不能寫。
该项目现在主要仍由Apache的员工来维护，但进展十分缓慢。

## 引用
1. ↑  . 2009-09-11  [2010-02-08]. （原始内容存档于2012-05-30）.
2. ↑  . 2023年12月22日  [2024年2月25日].
3. ↑  . OpenOffice Language Localization Project.   [2009-11-06]. （原始内容存档于2009-12-16）.
4. ↑  . Apache Software Foundation.   [2012-03-18]. （原始内容存档于2012-02-25）.
5. 1 2  Rob Weir. . Apache Software Foundation. 21 January 2013  [23 July 2013]. （原始内容存档于2018-10-01）.
6. 1 2  .   [2017-09-29]. （原始内容存档于2017-09-29）.
7. ↑  Paul, Ryan. . Ars Technica.   [23 February 2011]. （原始内容存档于2011-04-16）.
8. ↑  . 網路資訊雜誌. 2010-11-03  [2011-04-16]. （原始内容存档于2011-05-27）.
9. ↑  . Oracle. 2011-04-15  [2011-04-19]. （原始内容存档于2011-04-21） （英语）.
10. ↑  . Marketwire. 2011-04-15  [2011-04-16]. （原始内容存档于2011-04-22） （英语）.
11. ↑  . iThome Online. 2011-04-18  [2011-04-19]. （原始内容存档于2011-04-21） （中文）.
12. ↑  .   [2011-06-02]. （原始内容存档于2011-06-07）.
13. ↑  .   [2011-06-05]. （原始内容存档于2011-06-07）.
14. ↑  .   [2011-06-03]. （原始内容存档于2011-06-05）.
15. ↑  . Apache Software Foundation. June 2011  [18 June 2011]. （原始内容存档于2018-03-28）.
16. ↑  . Apache JIRA issue tracker. Apache Software Foundation. 29 August 2011  [19 October 2013]. （原始内容存档于2017-02-02）.
17. ↑  Darryl K. Taft. . Eweek.com. 18 October 2012  [5 January 2013].
18. ↑  . Blogs.apache.org.   [5 January 2013]. （原始内容存档于2017-11-13）.
19. ↑  Weir, Rob. . Apache OpenOffice blog. Apache Software Foundation. 18 October 2012  [5 January 2013]. （原始内容存档于2012-10-19）.
20. ↑  Ed Brill. . Ed Brill.   [18 October 2012]. （原始内容存档于2012-06-06）.
21. ↑  Joab Jackson. . PCWorld. 23 July 2013  [23 July 2013]. （原始内容存档于2017-06-05）.
22. ↑  . The Document Foundation. 30 January 2014  [14 February 2014]. （原始内容存档于2014-01-31）.
23. ↑  Byfield, Bruce. . Linux Magazine. 30 September 2014  [3 December 2016]. （原始内容存档于2018-01-20）.
24. ↑  . Apache Software Foundation.   [21 March 2014]. （原始内容存档于2017-12-16）.
25. ↑  . adfinis-sygroup.ch. 31 August 2012  [5 January 2013]. （原始内容存档于2013年1月15日）.
26. ↑  . Download.openoffice.org.   [22 May 2012]. （原始内容存档于2017-12-17）.
27. ↑  . adfinis-sygroup.ch. 4 June 2012  [5 January 2013]. （原始内容存档于2013年4月26日）.
28. ↑  . bww bitwise works GmbH. 30 November 2016  [2017年12月17日]. （原始内容存档于2017年8月11日）.

## 外部連結
- Apache OpenOffice官方網站（页面存档备份，存于）
- Apache OpenOffice擴充套件（页面存档备份，存于）
- Apache OpenOffice免安装版（非官方）
- Apache OpenOffice官方正體中文站（页面存档备份，存于）
  - Apache OpenOffice正體中文wiki站（页面存档备份，存于）
  - OpenOffice補給站（页面存档备份，存于） - 提供Apache OpenOffice最新版下載、中文使用手冊及許多教學連結，還有討論版
  - OpenOffice商用支援網站（页面存档备份，存于）
  - Apache OpenOffice範本繁體中文站（页面存档备份，存于）
- Apache OpenOffice官方简体中文站（页面存档备份，存于）
  - Apache OpenOffice模板简体中文站（页面存档备份，存于）

### 參與中文翻譯
- OpenOffice.org開發及中文計劃
- Apache OpenOffice中文計劃說明（页面存档备份，存于）
- Apache OpenOffice中文翻譯流程（页面存档备份，存于）
- Apache OpenOffice中文翻譯須知（页面存档备份，存于）